# سراب عادل
سراب عادل ممثلة يمنية مثلت في عديد من المسلسلات اليمنية منها: شر البلية، ومسلسل الوصية.